# Oligomicina
La oligomicina es un macrólido producido por bacterias del tipo Streptomyces.
Actúa específicamente bloqueando el canal de protones en la fracción FO de la ATP sintasa. Este mecanismo inhibe la fosforilación oxidativa.  La cadena de  transporte de electrones se ve también disminuida, aunque no se para totalmente.
Este antibiótico es usado generalmente para investigaciones científicas. Es muy tóxico para seres humanos.
|                            | R1     | R2 | R3 | R4  | R5     |
| Oligomycin A               | CH3    | H  | OH | H,H | CH3    |
| Oligomycin B               | CH3    | H  | OH | O   | CH3    |
| Oligomycin C               | CH3    | H  | H  | H,H | CH3    |
| Oligomycin D (Rutamycin A) | H      | H  | OH | H,H | CH3    |
| Oligomycin E               | CH3    | OH | OH | O   | CH3    |
| Oligomycin F               | CH3    | H  | OH | H,H | CH2CH3 |
| Rutamycin B                | H      | H  | H  | H,H | CH3    |
| 44-Homooligomycin A        | CH2CH3 | H  | OH | H,H | CH3    |
| 44-Homooligomycin B        | CH2CH3 | H  | OH | O   | CH3    |